# S期
S期是细胞周期中进行DNA复制的时期，发生于G1期后，G2期前。细致而准确的DNA复制对于避免可能导致细胞死亡或疾病的遗传变异是必要的，因此真核生物中调控DNA复制的过程高度保守。这使得对模式生物非洲爪蟾的胚胎和芽殖酵母S期的研究可以联系到更高等的生物中。

## S期调节
G1/S期转化是调节细胞周期的主要检查点之一，根据营养、能量和其它因素的影响，细胞必须决定完成细胞周期抑或是进入不分裂的G0期。该转换过程由週期素和周期蛋白依赖性激酶调控。G1/S周期蛋白会使CLN3-Cdk1活化Cln 1/2或酵母的起始点Clb5/6以开始S期。该过程包含两个正反馈循环途径以使细胞快速单向进入S期。这种冗余途径并不常见，这会调整循环的输出并导致更快的基因水平进化。

## DNA复制
S期的主要事件是DNA复制，该过程将准确生成两套半保留的染色体。对此，有人提出“DNA复制执照”假说，该假说认为细胞中存在一种因子使DNA仅能复制一次。且该因子将不断降解从而使DNA复制于G2期中止，并直至下一次M期重新接触到该因子才可继续复制。有实验证明Mcm、Orc蛋白等成分构成了执照因子。
复制起始点识别复合体（Orc蛋白）起到了识别并结合DNA复制起点的作用。当Orc与复制起点结合后将募集Cdc6与Cdt1。结合ATP的Cdc6将改变Orc构型并与Cdt1一同促进Mcm在DNA复制起始位点上结合以形成前DNA复制复合体。在复制过程中Mcm将不断脱落，当DNA复制结束后，染色质上将没有前DNA复制复合体与之结合，从而阻止新一轮DNA复制。
为了防止多重DNA复制，单个前DNA复制复合体仅能作用一次。磷酸化的Cdc6会被排出细胞核或被降解。另外双能蛋白将与Cdt1结合而抑制Cdt1与染色质结合。Cdc6与Cdt1脱离染色体后便可阻止Mcm与染色质结合，从而阻止前DNA复制复合体的生成与DNA复制的启动。
DNA复制过程中速度可高达100碱基对／秒并保证每109碱基对中只出错一次。

## DNA损伤
DNA受到的损伤会在S期中检测并修复。当复制叉到达受损DNA位置上时，丝氨酸/苏氨酸蛋白激酶ATR被活化。ATR启动了若干复杂的下游途径使DNA在被修复之前停止复制。